# Crossota
Crossota es un género de hidrozoos de la familia Rhopalonematidae. El género comprende cinco especies. Suelen encontrarse a grandes profundidades.

## Especies
- Crossota alba
- Crossota brunnea
- Crossota millsae
- Crossota norvegica
- Crossota rufobrunnea